# Escobar Inc
Escobar Inc. é um conglomerado empresarial e holding colombiano multinacional sediado em Medellín, Colômbia. Foi fundado em 1 de maio de 1984 por Pablo Escobar, um dia após o assassinato do Ministro da Justiça da Colômbia Rodrigo Lara Bonilla. A empresa serve como um meio de canalizar grandes somas de dinheiro fora da Colômbia com a ajuda de seu irmão Roberto de Jesus Escobar Gaviria. A empresa é conhecida por seu controle e liderança por Roberto de Jesus Escobar Gaviria, que atua como Fundador.

## História
A Escobar Inc foi originalmente criada em 1 de maio de 1984 por Pablo Emilio Escobar Gaviria, um dia após o assassinato do Ministro da Justiça da Colômbia Rodrigo Lara Bonilla como um meio de canalizar grandes somas de dinheiro fora da Colômbia com a ajuda de seu irmão Roberto de Jesus Escobar Gaviria. Ajudou na lavagem de dinheiro de mais de US$ 420 milhões em lucros obtidos por Pablo Escobar por semana.

## Reincorporação 2014
A empresa foi reincorporada por Roberto Escobar em 2014 em Medellín, Colômbia com Olof K. Gustafsson como CEO, em um esforço para adquirir e manter o controle da marca Pablo Escobar e da marca da família Escobar. A empresa registrou com êxito os direitos de Sucessor em Interesse para seu irmão em Califórnia, Estados Unidos. A empresa também registrou e obteve com sucesso 10 marcas comerciais no United States Patent and Trademark Office.

## Conflito com a Netflix Inc
Em 1 de julho de 2016, a Escobar Inc enviou uma carta à  Netflix Inc sobre a série de TV Narcos, exigindo US$ 1 bilhão em pagamento pelo uso não autorizado de conteúdo. Em 11 de setembro de 2017, Carlos Muñoz Portal, um locatário trabalhando para Netflix foi encontrado assassinado em seu carro no México. Roberto Escobar negou qualquer envolvimento e se ofereceu para fornecer um hitman como segurança para o Netflix. A Escobar Inc abandonou a disputa em 6 de novembro de 2017.

## Donald J. Trump
Em 11 de abril de 2016, antes da eleição presidencial dos Estados Unidos em 2016, foi relatado pelo Washington Post com a ajuda de Zignal labs que o CEO da Escobar Inc, Olof K. Gustafsson, ajudou o candidato do Partido Republicano Donald J. Trump a obter seguidores nas redes sociais resultando no aumento da presença na mídia social de Trump. Em 8 de janeiro de 2019, o CEO da Escobar Inc Olof K. Gustafsson lançou US$ 50 milhões GoFundMe angariação de fundos sob seu nome em nome da Escobar Inc, em um esforço para realizar o impeachment Presidente Trump. Depois de arrecadar US $ 10 milhões em 10 horas, a página foi removida da plataforma GoFundMe.

## Elon Musk e a Boring Company
Em julho de 2019, a Escobar Inc começou a vender uma tocha propano feita para parecer um lança-chamas e acusou o CEO da The Boring Company. de roubo de propriedade intelectual, alegando que o "Not-a-Flamethrower" promocional da The Boring Company é baseado em um design que Roberto Escobar discutiu em 2017 com um engenheiro associado a Musk. Via media Escobar Inc ofereceu Musk publicamente para resolver a disputa por $100 milhões, em dinheiro ou ações da Tesla, ou alternativamente para usar o sistema legal para se tornar o novo CEO da Tesla, Inc.

## PabloEscobar.com domínio
Em 28 de agosto de 2019, a Escobar Inc apresentou uma denúncia UDRP referente ao cybersquatting do domínio PabloEscobar.com ao Fórum Nacional de Arbitragem. O proprietário anterior exigiu US$ 3 milhões pelo nome de domínio e em 7 de outubro de 2019, o caso foi julgado a favor da Escobar Inc com o nome de domínio PabloEscobar.com solicitado a ser transferido para a Escobar Inc.

## Escobar Fold 1 smartphone
Em 2 de dezembro de 2019, a Escobar Inc lançou seu próprio smartphone dobrável, o Escobar Fold 1, com uma tela flexível.